# Mistrovství Evropy ve vzpírání 2010
89. mužské a 23. ženské Mistrovství Evropy ve vzpírání se konalo od 2. do 11. dubna 2010 v běloruském Minsku. Soutěže proběhly v nově otevřené hale Minsk-Arena (Мінск-Арэна).
Českou republiku reprezentovalo 6 mužů a 2 ženy. Nejlepší z českých závodníků byl Jiří Orság v mužské kategorii nad 105 kilogramů, kde obsadil 6. místo v dvojboji (výkonem 407 kg; 425,61 bS.) a 5. místo v nadhozu. Lenka Orságová (do 69 kg) skončila sedmá, Pavla Kladivová (do 75 kg), Libor Wälzer (do 105 kg) a Petr Hejda (nad 105 kg) byli klasifikováni jako desátí a Petr Slabý (do 62 kg) s Tomášem Matykiewiczem (do 105 kg) obsadili ve svých kategoriích dvanáctou příčku. Lukáš Cibulka (do 94 kg) neuspěl na základu v nadhozu a v dvojboji nebyl klasifikován.
Nejlepší výkony mistrovství zaznamenali Armén Tigran Martirosjan (456,01 bS.) a Natalja Zabolotná z Ruska (322,61 bS.). Nejvíce medailí si odvezlo Rusko. V bodové klasifikaci mužů obsadilo první místo Turecko, Česká republika skončila devátá. Bodovou klasifikaci žen vyhrály Rusky, Češky byly čtrnácté.
Dopingové kontroly přinesly celkem 7 pozitivních nálezů, z toho 3 se týkaly domácích běloruských závodníků, další 2 patřily reprezentantům Ázerbájdžánu a po jednom se proti pravidlům provinili i závodníci z Bulharska a Izraele. Mezi diskvalifikovanými byli i původní trojnásobný mistr Evropy Andrej Aramnau z Běloruska a medailisté Zülfüqar Süleymanov, Rovšan Fatullajev, Mikalaj Čarnjak a Šymšat Tuljajevová.

## Přehled medailistů

### Muži

#### Do 56 kg
| Disciplína | Disciplína | Zlato             | Zlato  | Stříbro         | Stříbro | Bronz         | Bronz  |
| –56 kg     | Dvojboj    | Vital Dzerbjanjou | 256 kg | Smbat Margarjan | 255 kg  | Tom Goegebuer | 254 kg |
| –56 kg     | Trh        | Vital Dzerbjanjou | 118 kg | Tom Goegebuer   | 116 kg  | Iurie Dudoglo | 115 kg |
| –56 kg     | Nadhoz     | Smbat Margarjan   | 146 kg | Sedat Artuç     | 139 kg  | Tom Goegebuer | 138 kg |

#### Do 62 kg
| Disciplína | Disciplína | Zlato        | Zlato  | Stříbro        | Stříbro | Bronz               | Bronz  |
| –62 kg     | Dvojboj    | Erol Bilgin  | 304 kg | Antoniu Buci   | 300 kg  | Henadz Machvjajenja | 291 kg |
| –62 kg     | Trh        | Erol Bilgin  | 139 kg | Bünyamin Sezer | 136 kg  | Henadz Machvjajenja | 136 kg |
| –62 kg     | Nadhoz     | Antoniu Buci | 165 kg | Erol Bilgin    | 165 kg  | Oleg Sîrghi         | 160 kg |

#### Do 69 kg
| Disciplína | Disciplína | Zlato           | Zlato  | Stříbro         | Stříbro | Bronz           | Bronz  |
| –69 kg     | Dvojboj    | Ninel Miculescu | 333 kg | Michail Gobejev | 319 kg  | Mete Binay      | 314 kg |
| –69 kg     | Trh        | Ninel Miculescu | 153 kg | Mete Binay      | 149 kg  | Michail Gobejev | 148 kg |
| –69 kg     | Nadhoz     | Ninel Miculescu | 180 kg | Michail Gobejev | 171 kg  | Alexandru Şpac  | 168 kg |

#### Do 77 kg
| Disciplína | Disciplína | Zlato                 | Zlato  | Stříbro            | Stříbro | Bronz          | Bronz  |
| –77 kg     | Dvojboj    | Tigran G. Martirosjan | 360 kg | Krzysztof Szramiak | 351 kg  | Erkand Qerimaj | 344 kg |
| –77 kg     | Trh        | Tigran G. Martirosjan | 165 kg | Krzysztof Szramiak | 160 kg  | Samet Keleş    | 158 kg |
| –77 kg     | Nadhoz     | Tigran G. Martirosjan | 195 kg | Krzysztof Szramiak | 191 kg  | Erkand Qerimaj | 190 kg |

#### Do 85 kg
| Disciplína | Disciplína | Zlato            | Zlato  | Stříbro        | Stříbro | Bronz           | Bronz  |
| –85 kg     | Dvojboj    | Gevorik Porosjan | 369 kg | Ara Chačatrjan | 368 kg  | Mikalaj Novikau | 367 kg |
| –85 kg     | Trh        | Mikalaj Novikau  | 171 kg | İzzet İnce     | 170 kg  | Ara Chačatrjan  | 165 kg |
| –85 kg     | Nadhoz     | Gevorik Porosjan | 204 kg | Ara Chačatrjan | 203 kg  | Jurij Čykyda    | 197 kg |

#### Do 94 kg
| Disciplína | Disciplína | Zlato           | Zlato  | Stříbro         | Stříbro | Bronz               | Bronz  |
| –94 kg     | Dvojboj    | Arsen Kasabijew | 392 kg | Arťom Ivanov    | 383 kg  | Anatol Cîrîcu       | 376 kg |
| –94 kg     | Trh        | Arťom Ivanov    | 180 kg | Arsen Kasabijew | 176 kg  | Evghenii Bratan     | 170 kg |
| –94 kg     | Nadhoz     | Arsen Kasabijew | 216 kg | Anatol Cîrîcu   | 208 kg  | Arkadiusz Michalski | 205 kg |

#### Do 105 kg
| Disciplína | Disciplína | Zlato             | Zlato  | Stříbro           | Stříbro | Bronz             | Bronz  |
| –105 kg    | Dvojboj    | Dmitrij Klokov    | 409 kg | Vladimir Smorčkov | 408 kg  | Oleksij Torochtij | 396 kg |
| –105 kg    | Trh        | Vladimir Smorčkov | 193 kg | Dmitrij Klokov    | 185 kg  | Mykola Hordijčuk  | 180 kg |
| –105 kg    | Nadhoz     | Dmitrij Klokov    | 224 kg | Oleksij Torochtij | 221 kg  | Artur Babajan     | 221 kg |

#### Nad 105 kg
| Disciplína | Disciplína | Zlato            | Zlato  | Stříbro          | Stříbro | Bronz            | Bronz  |
| +105 kg    | Dvojboj    | Jevgenij Čigišev | 440 kg | Ruben Aleksanjan | 432 kg  | Matthias Steiner | 426 kg |
| +105 kg    | Trh        | Jevgenij Čigišev | 205 kg | Ruben Aleksanjan | 195 kg  | Almir Velagic    | 190 kg |
| +105 kg    | Nadhoz     | Ruben Aleksanjan | 237 kg | Matthias Steiner | 236 kg  | Jevgenij Čigišev | 235 kg |

### Ženy

#### Do 48 kg
| Disciplína | Disciplína | Zlato            | Zlato  | Stříbro           | Stříbro | Bronz                     | Bronz  |
| –48 kg     | Dvojboj    | Nurcan Taylanová | 208 kg | Marzena Karpińská | 179 kg  | Şaziye Okurová            | 173 kg |
| –48 kg     | Trh        | Nurcan Taylanová | 90 kg  | Marzena Karpińská | 83 kg   | Genny Caterina Pagliarová | 79 kg  |
| –48 kg     | Nadhoz     | Nurcan Taylanová | 118 kg | Marzena Karpińská | 96 kg   | Şaziye Okurová            | 95 kg  |

#### Do 53 kg
| Disciplína | Disciplína | Zlato             | Zlato  | Stříbro                 | Stříbro | Bronz                   | Bronz  |
| –53 kg     | Dvojboj    | Aylin Daşdelenová | 208 kg | Bojanka Kostovová       | 199 kg  | Valjancina Ljachavecová | 198 kg |
| –53 kg     | Trh        | Aylin Daşdelenová | 88 kg  | Valjancina Ljachavecová | 87 kg   | Bojanka Kostovová       | 87 kg  |
| –53 kg     | Nadhoz     | Aylin Daşdelenová | 120 kg | Bojanka Kostovová       | 112 kg  | Valjancina Ljachavecová | 111 kg |

#### Do 58 kg
| Disciplína | Disciplína | Zlato                | Zlato  | Stříbro         | Stříbro | Bronz              | Bronz  |
| –58 kg     | Dvojboj    | Nastassja Novikavová | 238 kg | Romela Begajová | 207 kg  | Marieta Gotfrydová | 206 kg |
| –58 kg     | Trh        | Nastassja Novikavová | 105 kg | Romela Begajová | 96 kg   | Marieta Gotfrydová | 96 kg  |
| –58 kg     | Nadhoz     | Nastassja Novikavová | 133 kg | Romela Begajová | 111 kg  | Marieta Gotfrydová | 110 kg |

#### Do 63 kg
| Disciplína | Disciplína | Zlato                 | Zlato  | Stříbro               | Stříbro | Bronz            | Bronz  |
| –63 kg     | Dvojboj    | Sibel Şimşeková       | 244 kg | Svetlana Carukajevová | 244 kg  | Roxana Cocoşová  | 229 kg |
| –63 kg     | Trh        | Svetlana Carukajevová | 114 kg | Sibel Şimşeková       | 110 kg  | Marina Šajnovová | 100 kg |
| –63 kg     | Nadhoz     | Sibel Şimşeková       | 134 kg | Svetlana Carukajevová | 130 kg  | Roxana Cocoşová  | 130 kg |

#### Do 69 kg
| Disciplína | Disciplína | Zlato            | Zlato  | Stříbro            | Stříbro | Bronz             | Bronz  |
| –69 kg     | Dvojboj    | Oxana Slivenková | 262 kg | Meline Daluzjanová | 260 kg  | Julija Artěmovová | 242 kg |
| –69 kg     | Trh        | Oxana Slivenková | 117 kg | Meline Daluzjanová | 115 kg  | Julija Artěmovová | 111 kg |
| –69 kg     | Nadhoz     | Oxana Slivenková | 145 kg | Meline Daluzjanová | 145 kg  | Julija Artěmovová | 131 kg |

#### Do 75 kg
| Disciplína | Disciplína | Zlato             | Zlato  | Stříbro               | Stříbro | Bronz                  | Bronz  |
| –75 kg     | Dvojboj    | Natalja Zabolotná | 285 kg | Naděžda Jevsťuchinová | 282 kg  | Hripsime Churšudjanová | 273 kg |
| –75 kg     | Trh        | Natalja Zabolotná | 129 kg | Naděžda Jevsťuchinová | 127 kg  | Hripsime Churšudjanová | 122 kg |
| –75 kg     | Nadhoz     | Natalja Zabolotná | 156 kg | Naděžda Jevsťuchinová | 155 kg  | Hripsime Churšudjanová | 151 kg |

#### Nad 75 kg
| Disciplína | Disciplína | Zlato             | Zlato  | Stříbro        | Stříbro | Bronz             | Bronz  |
| +75 kg     | Dvojboj    | Taťana Kaširinová | 297 kg | Olha Korobková | 273 kg  | Volha Knjažyščová | 257 kg |
| +75 kg     | Trh        | Taťana Kaširinová | 135 kg | Olha Korobková | 123 kg  | Ümmühan Uçarová   | 117 kg |
| +75 kg     | Nadhoz     | Taťana Kaširinová | 162 kg | Olha Korobková | 150 kg  | Volha Knjažyščová | 141 kg |

## Medaile podle zúčastněných zemí
Pozn.: Pouze „velké“ dvojbojové medaile.
| Pořadí | Stát      | Zlato | Stříbro | Bronz |
| ------ | --------- | ----- | ------- | ----- |
| 1.     | Rusko     | 5     | 4       | -     |
| 2.     | Turecko   | 4     | -       | 2     |
| 3.     | Arménie   | 2     | 4       | 1     |
| 4.     | Bělorusko | 2     | -       | 4     |
| 5.     | Polsko    | 1     | 2       | 1     |
| 6.     | Rumunsko  | 1     | 1       | 1     |
| 7.     | Ukrajina  | -     | 2       | 2     |
| 8.     | Albánie   | -     | 1       | 1     |
| 9.     | Bulharsko | -     | 1       | -     |
| T10    | Belgie    | -     | -       | 1     |
| T10    | Moldavsko | -     | -       | 1     |
| T10    | Německo   | -     | -       | 1     |

## Bodová klasifikace zemí
Pozn.: Bodují se umístění v trhu, nadhozu a dvojboji podle oficiálních pravidel IWF. Maximální celkový počet startujích z jednoho státu je 8 mužů a 7 žen.

### Muži
| Pořadí | Stát      | Body | Počet startujících |
| ------ | --------- | ---- | ------------------ |
| 1.     | Turecko   | 535  | 8                  |
| 2.     | Polsko    | 460  | 8                  |
| 3.     | Arménie   | 447  | 6                  |
| 4.     | Rusko     | 422  | 8                  |
| 5.     | Ukrajina  | 419  | 8                  |
| 6.     | Bělorusko | 399  | 6 (8)              |
| 7.     | Moldavsko | 379  | 8                  |
| 8.     | Španělsko | 276  | 7                  |
| 9.     | Česko     | 252  | 6                  |
| 10.    | Itálie    | 233  | 7                  |

### Ženy
| Pořadí | Stát           | Body | Počet startujících |
| ------ | -------------- | ---- | ------------------ |
| 1.     | Rusko          | 537  | 7                  |
| 2.     | Turecko        | 497  | 7                  |
| 3.     | Polsko         | 431  | 7                  |
| 4.     | Ukrajina       | 415  | 7                  |
| 5.     | Bělorusko      | 400  | 6 (7)              |
| 6.     | Itálie         | 373  | 7                  |
| 7.     | Francie        | 281  | 5                  |
| 8.     | Bulharsko      | 191  | 3                  |
| 9.     | Španělsko      | 181  | 3                  |
| 10.    | Velká Británie | 156  | 3                  |
| …      |                |      |                    |
| 14.    | Česko          | 104  | 2                  |